# Lane Garrison
Lane Garrison (Dallas, 23 mei 1980) is een Amerikaanse acteur. Hij is het meest bekend van zijn rol als David "Tweener" Apolskis in de televisieserie Prison Break.

## Biografie
Garrison werd geboren in Dallas (Texas) op 23 mei 1980. Hij groeide op in Richardson. Vanwege de slechte relatie die hij had met zijn moeder ging hij op zijn zeventiende het huis uit. Hij verbleef vervolgens een jaar bij Joe Simpson, de vader van de popsterren Jessica Simpson en Ashlee Simpson. In dat jaar bleek dat Garrisons gedrag sterk was verbeterd. In zijn tienerjaren gedroeg hij zich slecht en stal hij regelmatig.
In 1998 studeerde hij af aan de J.J. Pearce High School. Op zijn achttiende ging hij naar Los Angeles met de ambitie om daar acteur te worden. Dit lukte hem, zijn eerste acteerklusje deed hij voor een reclame. Hij ontving 3.500 dollar voor die rol.
In 2005 werd Garrison in één klap veel bekender door zijn rol van Tweener vanaf de negende aflevering van de misdaadserie Prison Break. In december 2006 stopte hij met die rol vanwege betrokkenheid bij een ernstig auto-ongeluk. Op 2 december 2006 reed Garrison met zijn SUV-auto tegen een boom aan in Beverly Hills. Bij dit ongeluk kwam de 17-jarige Vahagn Setian om het leven, en twee meisjes van vijftien jaar raakten gewond. Garrison had deze tieners ontmoet bij een tankstation, en hij wilde met ze naar een feest gaan. Toen hij weg van het feest ging samen met de drie tieners vond het ongeluk plaats. De politie maakte later bekend dat Garrison alcohol op had, ruim twee keer zo veel als is toegestaan. Garrison wordt aangeklaagd voor het rijden onder invloed en het alcohol geven aan minderjarigen. Garrison en zijn verdediging beweren dat de auto last had van technische mankementen. Op 21 mei heeft Garrison schuld bekend tijdens zijn rechtszaak. Op 31 oktober 2007 werd Garrison veroordeeld tot een celstraf van 3 jaar en 4 maanden.
Garrison was overigens in oktober 2006 ook al betrokken bij een veel minder ernstig auto-ongeluk.
In 2012 werd hij opgepakt op verdenking van huiselijk geweld.

## Filmografie
- Camp X-Ray (2014)
- The Event (televisieserie, 3 afl., 2011)
- Shooter (2007)
- Prison Break (2005-2006) - David 'Tweener' Apolskis (14 afleveringen)
- Crazy (2006) - Billy Garland
- Night Stalker (2005) - Craig (1 aflevering)
- Quality of Life (2004) - Heir
- 4 Faces (1999)